# Igancy Krakus
Igancy Krakus, ps. Roman (ur. 12 lutego 1909 w Krakowie, zm. po 13 lipca 1969) – polski działacz komunistyczny narodowości żydowskiej, dąbrowszczak, kawaler Orderu Virtuti Militari, pozbawiony stopnia podpułkownika Wojska Polskiego „z powodu braku wartości moralnych” i zdegradowany do stopnia szeregowca.

## Życiorys
Urodził się 12 lutego 1909 w Krakowie, w rodzinie Jakuba i Heleny z Silberschmidtów-Jastrzębskich. W 1929 wstąpił do Komunistycznego Związku Młodzieży Polski. Na przełomie 1936/1937 nielegalnie wyjechał do Francji, skąd w październiku 1937 wysłany został przez Francuską Partię Komunistyczną do Hiszpanii. Został wcielony do rezerwowego polskiego batalionu im. Adama Mickiewicza. Od 1938 jako podoficer walczył w szeregach polskiej baterii artylerii im. Waleriana Wróblewskiego, która wchodziła w skład III Grupy Artylerii Międzynarodowej, a później XIII Brygady Międzynarodowej im. Jarosława Dąbrowskiego. Został ranny w głowę. Ukończył pięciomiesięczny kurs oficerski w przyfrontowej szkole artylerii koło Grenady i został mianowany chorążym. Wstąpił do Komunistycznej Partii Hiszpanii. 9 lutego 1939 przekroczył granicę francusko-hiszpańską, został internowany i osadzony w  obozie St-Cyprien, a następnie w Gurs i obozie karnym Le Vernet d'Ariège. Tam wstąpił do Francuskiej Partii Komunistycznej. W 1941 uciekł z obozu do Lyonu, wstąpił do Wolnych Strzelców i Partyzantów Francuskich i przyjął pseudonim Roman. W 1943 został dowódcą oddziału. Awansował na podporucznika, porucznika i kapitana. 15 czerwca 1944 został mianowany majorem i dowódcą wojskowego Międzyokręgu Południe. Wyróżnił się w 1944 w czasie wyzwalania Lyonu.
Latem 1945 wrócił do kraju, a w sierpniu tego roku został członkiem Polskiej Partii Robotniczej. We wrześniu 1945 został przyjęty do Wojska Polskiego i wyznaczony na stanowisko zastępcy szefa Wydziału Informacji Okręgu Wojskowego nr I w Warszawie. 9 maja 1946 został awansowany na podpułkownika w korpusie oficerów piechoty. 22 maja tego roku został szefem Wydziału Informacji Marynarki Wojennej. 15 października 1946 został odwołany z zajmowanego stanowiska, lecz formalnie pozostawał szefem wydziału do 3 stycznia 1947. Następnie pełnił służbę w Oddziale II Sztabu Generalnego na stanowisku zastępcy kierownika sekcji II wydziału II. Od 1 lipca 1948 pełnił służbę poza organami bezpieczeństwa. 1 stycznia 1949 został przeniesiony do Głównego Inspektoratu Ochrony Pogranicza na stanowisko szefa wydziału personalnego. Od 1 grudnia 1950 pełnił służbę w Ministerstwie Bezpieczeństwa Publicznego na stanowisku naczelnika wydziału I Departamentu I. 5 kwietnia 1952 został przeniesiony do Departamentu Więziennictwa MBP na stanowisko naczelnika wydziału ewidencji i statyski. 1 czerwca tego roku został przeniesiony do rezerwy.
Po zakończeniu służby został zatrudniony w Hucie Warszawa na stanowisku Terytorialnej Obrony Przeciwlotniczej MSW. 13 lipca 1969 wyjechał do Izraela. Rozkazem personalnym nr 092 z 28 lutego 1970 podpisanym przez gen. broni Wojciecha Jaruzelskiego został pozbawiony stopnia oficerskiego „z powodu braku wartości moralnych” i zdegradowany do stopnia szeregowca.

## Ordery i odznaczenia
- Krzyż Srebrny Orderu Wojennego Virtuti Militari – 27 października 1945 „za bohaterskie zasługi w bojach z niemieckim faszyzmem na polach Hiszpanii w latach 1936-1939”[15]
- Order Krzyża Grunwaldu III klasy – 1945[16]
- Srebrny Krzyż Zasługi – 1946[16]
- Krzyż Partyzancki – 1947[16]
- francuski Krzyż Wojenny z Gwiazdą[5]